# Javingue
Javingue (ou Javingue-Sevry, en wallon Djavingue) est une section de la ville belge de Beauraing située en Wallonie dans la province de Namur.
C'était une commune à part entière avant la fusion des communes de 1977.

## Étymologie
On l'écrivait autrefois Gavengche, puis Javengle, Javaingle (en 1297), Gavinque (encore en 1794) et enfin Javingue.

## Évolution démographique
- Source: DGS, 1831 à 1970=recensements population, 1976= habitants au 31 décembre

## Patrimoine et culture

### Patrimoine architectural
- La tour de Sevry érigée vers 1500 est classée.